# Prostitución en Benín
La prostitución en Benín es legal, pero las actividades relacionadas con ella, como la explotación de burdeles o beneficiarse de la prostitución ajena, son ilegales. ONUSIDA calcula que hay cerca de 15 000 prostitutas en el país. La mayoría de ellas son inmigrantes de países vecinos, principalmente Nigeria, Togo y Ghana. Sólo el 15 % de las prostitutas son beninesas. La prostitución se ejerce en la calle, en bares, restaurantes, hoteles y burdeles. Con la llegada de los teléfonos inteligentes, muchas prostitutas utilizan aplicaciones para concertar citas con los clientes.
Muchas mujeres se prostituyen por razones económicas. Algunas jóvenes beninesas aprenden inglés para poder ir a Nigeria a trabajar allí, ya que este país tiene una próspera industria del sexo.
En las zonas rurales, las viudas recurren discretamente a la prostitución para mantener a su familia. Se trata de una tradición cultural y social que la comunidad no considera prostitución, sino un método para preservar el nombre de la familia. Los hijos nacidos de estas relaciones llevan el apellido del marido muerto. No es raro que una viuda tenga cinco hijos después de la muerte de su cónyuge.
El VIH, el tráfico sexual y el turismo sexual infantil son problemas en el país.

## Salud sexual
Como en otros países del África Subsahariana, el VIH es un problema. Las trabajadoras del sexo se encuentran entre los grupos de alto riesgo, y sus clientes son, en mayoría, soldados y camioneros. Debido a sus desplazamientos, si se infectan, pueden propagar la infección por una amplia zona.
En 1992, se puso en marcha un proyecto de prevención, apoyado por la Agencia Canadiense de Desarrollo Internacional (ACDI), entre las trabajadoras del sexo de Cotonú, una de las ciudades más importantes del país. Gracias a él, aumentó el uso del preservativo y el VIH entre los profesionales del sexo descendió del 53,3 % en 1993 al 30,4 % en 2008.La prevalencia de otras infecciones de transmisión sexual también descendió significativamente en el mismo periodo: la gonorrea del 43,2 % al 6,4 % y la clamidia del 9,4 % al 2,8 %.
La ONG Centre d'Etudes, de Recherches et d'Interventions pour le Développement (Cerid) proporciona a las trabajadoras sexuales tratamiento médico y asesoramiento gratuitos. ONUSIDA informó en 2016 de que la prevalencia del VIH entre las trabajadoras sexuales del país era del 15,7 %.

## Tráfico sexual
Benín es país de origen, tránsito y destino de mujeres y niños víctimas del tráfico sexual. La mayoría de las víctimas identificadas son niñas beninesas sometidas al tráfico sexual en Cotonú y en todo su corredor meridional. Las niñas togolesas son explotadas en el comercio sexual en Benín. Con anterioridad, se han denunciado casos de turismo sexual infantil con niños y niñas a lo largo de la costa y dentro del departamento de Mono. Una encuesta realizada en 2016 en las ciudades de Cotonú, en el sur de Benín, y Malanville, al norte, indicó que las niñas son objeto de explotación sexual, incluido el posible tráfico sexual, en estas dos ciudades. Según los informes, el departamento de Oueme, en el sureste de Benín, era una de las principales zonas de captación de niños víctimas de trata que posteriormente eran explotados en la República del Congo.
La mayoría de las víctimas infantiles interceptadas en Benín, procedentes de este país o de otros de África Occidental, son explotadas o se dirigen a ser explotadas dentro del país. Benín es el principal país de origen de las víctimas de trata en la República del Congo; las víctimas beninesas también son objeto de trata en Nigeria, Gabón y Líbano. Las mujeres de África Occidental son explotadas en el comercio sexual. Jóvenes beninesas son reclutadas en sus zonas de residencia por reclutadores nacionales y libaneses sin licencia para realizar trabajos domésticos en Líbano y Kuwait; según los informes, algunas son obligadas a practicar sexo comercial. OCPM informó de que los traficantes ya no viajan con las víctimas infantiles que son trasladadas internamente o a países cercanos. Ahora las víctimas viajan solas y son recibidas por los traficantes o sus cómplices una vez que llegan a su destino. Esta táctica dificulta las investigaciones.
Las leyes vigentes no prohíben todas las formas de trata. La Ley sobre el Transporte de Menores y la Represión de la Trata de Niños de 2006 (Ley 2006-04) tipifica como delito la trata de niños, pero se centra en el traslado de estos más que en su explotación final y establece penas de seis meses a dos años de prisión o multas si los menores son trasladados con fines de explotación laboral; estas penas no son lo suficientemente severas. Su código penal prohíbe el proxenetismo o el ofrecimiento de una persona para la prostitución y la facilitación de la misma, con penas de seis meses a dos años de prisión. Ninguna de estas penas se considera lo suficientemente severa o proporcional a las penas previstas para otros delitos graves.
La Oficina de Vigilancia y Lucha contra la Trata de Personas del Departamento de Estado de los Estados Unidos clasificó en 2023 a Benín como país de "nivel 2".